# Atypus formosensis
Atypus formosensis är en spindelart som beskrevs av Izumi Kayashima 1943. Atypus formosensis ingår i släktet Atypus och familjen pungnätsspindlar.
Artens utbredningsområde är Taiwan. Inga underarter finns listade.